# Myrsiphyllum undulatum
Myrsiphyllum undulatum là một loài thực vật có hoa trong họ Măng tây. Loài này được Oberm. mô tả khoa học đầu tiên.